# Артур 2: На мели
«Артур 2: На мели» (англ. Arthur 2: On The Rocks) — кинофильм. Продолжение фильма «Артур».

## Сюжет
Со времени, каким мы видели Артура в прошлом фильме, проходит пять лет. Артур всё так же богат и любит выпить. Он хочет завести детей, но узнаёт, что у его жены детей быть не может. Тогда Артур и Линда решают усыновить ребёнка.
Но для того, чтобы сделать это, Артур должен выполнить одно обязательное условие — он должен бросить пить. Для него это нелегко, но ему может помочь Хобсон, пожилой дворецкий Артура, он один раз уже помогал Артуру вернуться на истинный путь.

## В ролях
- Дадли Мур — Артур Бах
- Лайза Миннелли — Линда Маролла Бах
- Джон Гилгуд — Хобсон
- Кэти Бейтс — миссис Канби
- Джеральдин Фицджеральд — Марта Бах
- Стивен Эллиотт — Барт Джонсон
- Синтия Сайкс — Сюзан Джонсон
- Джейсон Уингрин — член правления